# Zucaina
Zucaina – gmina w Hiszpanii, w prowincji Castellón, we wspólnocie autonomicznej Walencja, o powierzchni 51,57 km². W 2011 roku liczyła 187 mieszkańców.